# استان حدیده
استان حُدَیده (به عربی: محافظة الحدیدة)، استانی در یمن است. مرکز این استان، شهر حدیده است. اکثر جمعیت این استان سنی شافعی هستند.

## تاریخچه
شهر حدیده در جنگ و نبردهای قوای مختلف تقش مهمی داشته‌است در ساحل دریای سرخ، این شهر در گذر تاریخ بارها تحت نفوذ قوای اشغالگران افتاده‌است.
- در سال ۸۵۹ هجری قمری قوم چرکس لنگرگاه کشتی‌های جنگی خود قرار می‌دهند هنگام نبرد با اشغالگران پرتغالی.
- در سال ۱۲۶۴ هجری قمری عثمانی‌ها این بندرگاه را مرکز عملیات خود قرار دادند و از آنجا به سوی صنعا پیش رفتند.
- در سال ۱۳۴۱ هجری قمری شیخ محمد الادریسی این شهر را از انگلیسها تحویل گرفت.
- در سال ۱۳۴۲ هجری قمری یحیی بن زید این شهر را اشغال نمود.

## جغرافیا
حدیده  یکی از بزرگ‌ترین شهرهای تهامه بوده‌است، و تاریخ بنای آن به دوران بسیار دور بر می‌گردد، و مشهورترین بندرگاه ماهی‌گیری قرن هشتم هجری در کرانهٔ دریای قلزم به‌شمار می‌آمده‌است.
این استان در ۲۲۶ کیلومتری شمال غربی شهر صنعا، پایتخت یمن واقع شده‌است.

## مردم شناسی

### دین و مذهب
مردم استان حُدیده اکثرا سنی شافعی و اقلیت شیعه زیدی می باشند. همچنین زبان مردم نیز عربی میباشد.

### جمعیت
جمعیت این استان در سال ۲۰۰۴ بیش از ۲،۱۵۷،۰۰۰ نفر بوده است. مرکز این استان شهر حدیده است که از مهم ترین بنادر کشور یمن محسوب میشود.

## شهرستان‌های حدیده
استان حدیده به ۲۰ شهرستان تقسیم شده‌است.

حدیده شامل بیست شهرستان است که به شرح زیر می‌باشند:
| - المراوعة. - بُراع. - الصلیف. - زبید. - جبل رأس. - بیت الفقیه. - الزیدیة. - المیراة. - اللحیة. - المنصوریة. | - کمران. - حیس. - الخوخة. - الدیهمی. - القناوص. - المغلاف. - الزهرة. - باجل. - الدیهمی الکبیر. |  |

## بزرگان
از مشاهیر حدیده : ادیب و شاعر معروف یمنی جابر بن احمد رزق متوفی در سال ۱۳۱۸ هجری قمری یکی از شعراء خوش قریحهٔ این دیار بوده‌اند. وی دارای دیوانی دست‌نوشته بنام «زهر البستان» می‌باشند.
همچنین از علماء بیشین حدیده: 
«بنو مطیر من عبس» و «بنو عاموه» و از «بنو الآهدل» می‌توان نام برد.